# Qalb

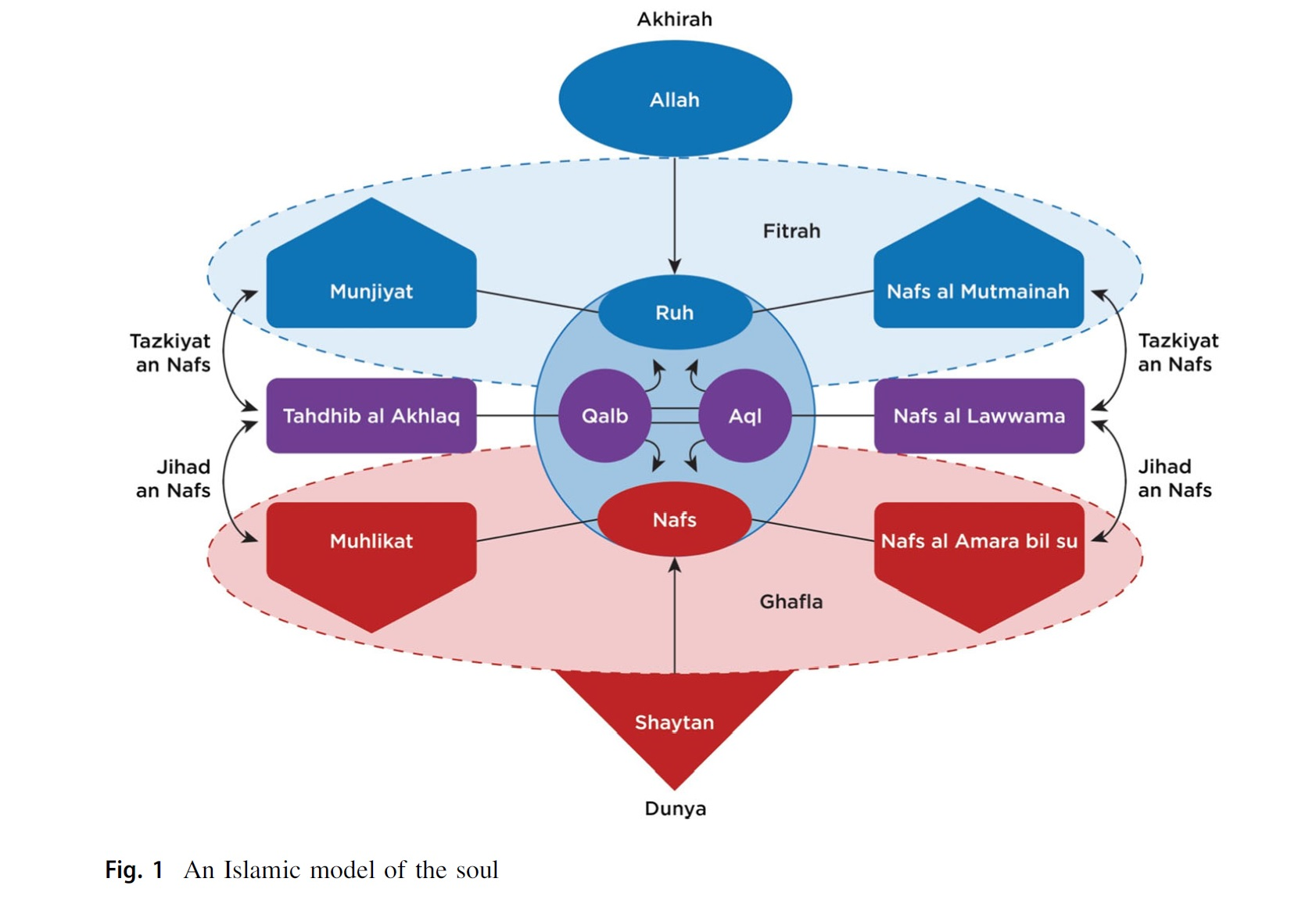
Uma representação visual do modelo islâmico da alma mostrando a posição de qalb em relação a outros conceitos com base em um consenso de 18 especialistas acadêmicos e religiosos pesquisados.

Na filosofia islâmica, o qalb (em árabe: قلب) ou coração é o centro da personalidade humana. O Alcorão menciona "qalb" 132 vezes, e seu significado raiz sugere que o coração está sempre em um estado de movimento e transformação. De acordo com o Alcorão e as tradições de Maomé (Muhammad), o coração desempenha um papel central na existência humana, servindo como fonte do bem e do mal, do certo e do errado. No Islã, Deus está mais preocupado com as intenções do coração do que com as ações em si. O coração também é um meio para as revelações de Deus aos seres humanos e está associado a virtudes como conhecimento, fé, pureza, piedade, amor e arrependimento. No entanto, sem purificação, o coração pode ser afligido por atributos negativos, como doença, pecado, maldade e ódio.
Teologicamente, o coração é considerado o barzakh ou istmo entre este mundo e o próximo, e entre os mundos visível e invisível, o reino humano e o reino do Espírito.

## No Alcorão
O Alcorão frequentemente emprega o termo "qalb" (coração), que aparece 132 vezes, e às vezes o substitui por termos similares. O significado etimológico da palavra remete a conceitos de mudança, transformação e flutuação, sugerindo que o coração está em constante movimento e pode sofrer reversão ou alteração. O Alcorão utiliza o termo "coração" de diversas maneiras que destacam seu papel central na existência humana. Esses usos variados implicam que seu significado original — envolvendo ideias de virada, mudança e reviravolta — permanece relevante, já que o coração é considerado a fonte do bem e do mal, do certo e do errado. O Alcorão ensina que tanto os crentes quanto os não crentes possuem corações. De modo geral, o Alcorão retrata o coração como "o lócus daquilo que faz do ser humano um ser humano, o centro da personalidade humana". Essa importância do coração se deve à profunda relação entre os seres humanos e Deus, sendo o coração o ponto de convergência onde eles podem se encontrar com Deus. Essa interação é multidimensional, abrangendo tanto dimensões cognitivas quanto morais.
Deus dedica especial atenção ao coração, visto que ele é considerado o verdadeiro centro do ser humano. Versículos do Alcorão destacam que Deus está mais preocupado com as intenções do coração do que com as ações em si. Embora os erros possam ser perdoados, as motivações do coração são fundamentais. Por exemplo, em 33:5, o Alcorão afirma: "Não há culpa sobre vós por cometerdes um erro, mas sim pelo que vossos corações planejam intencionalmente." E em 2:225, diz: "Deus não vos responsabiliza por juramentos feitos sem intenção, mas cobra-vos conforme o que vossos corações tenham cometido. E Deus é Indulgente, Tolerante." (cf. 2:118, 8:70).
Segundo o Alcorão, o coração (qalb) serve como meio para as revelações de Deus aos seres humanos, sendo através dele que os profetas recebem a inspiração divina, bem como a compreensão e a recordação espiritual. Como centro da fé e da orientação, o coração pode tanto acolher a virtude - como pureza, piedade, amor e arrependimento, concedidos por Deus - quanto tornar-se terreno para dúvidas, descrença e insinuações satânicas. Sem a purificação divina, o coração fica vulnerável à enfermidade espiritual, ao pecado e ao ódio. O Livro Sagrado adverte que, enquanto os piedosos têm corações sensíveis às verdades reveladas, os que rejeitam persistentemente os sinais divinos acabam por endurecer seus corações, tornando-os "mais duros que pedra" (cf. 2:74), incapazes de receber a luz da orientação celestial.

## Na tradição profética
Maomé (Muhammad) frequentemente fazia súplicas em que invocava Deus como Aquele que faz os corações oscilarem ou se voltarem. Ele descrevia o coração como uma pena no deserto, agitada pelo vento de um lado para outro. Uma de suas esposas relatou que ele costumava suplicar para que seu coração fosse firmado na religião de Deus, e quando ela lhe perguntou sobre isso, ele explicou que o coração de cada pessoa está entre dois dedos de Deus e que Ele pode endireitá-lo ou desviá-Lo como desejar.

O Profeta (que a paz e as bênçãos de Allah estejam sobre ele) disse: "O muçulmano é irmão do outro muçulmano. Ele não o oprimirá, nem o desprezará. A piedade (Taqwa) reside aqui" – e apontou três vezes para o próprio peito. "Basta que um homem seja mau por desprezar seu irmão muçulmano. É proibido a todo muçulmano violar o sangue, os bens e a honra de seu irmão."—   (Muslim h 32-[2564])

## Aspectos teológicos
No pensamento islâmico, o coração é considerado o núcleo do ser humano, abrangendo não apenas aspectos físicos e emocionais, mas também dimensões intelectuais e espirituais. Ele funciona como uma ponte entre o indivíduo e os reinos transcendentais da existência. Conforme destacado por Seyyed Hossein Nasr, a sociedade moderna rejeita o valor do conhecimento do coração porque falha em reconhecer a existência do ser humano para além de seus níveis individualistas de existência.

O coração não é meramente um centro do nosso ser; ele é o centro supremo, cuja singularidade deriva do princípio metafísico de que, para todo reino específico de manifestação, deve existir um princípio de unidade. O coração é o barzakh (istmo) entre este mundo e o próximo, entre os mundos visível e invisível, entre o reino humano e o reino do Espírito, entre as dimensões horizontal e vertical da existência.— William Chittick, The Essential Seyyed Hossein Nasr, 2007